# Lenny Wilkens

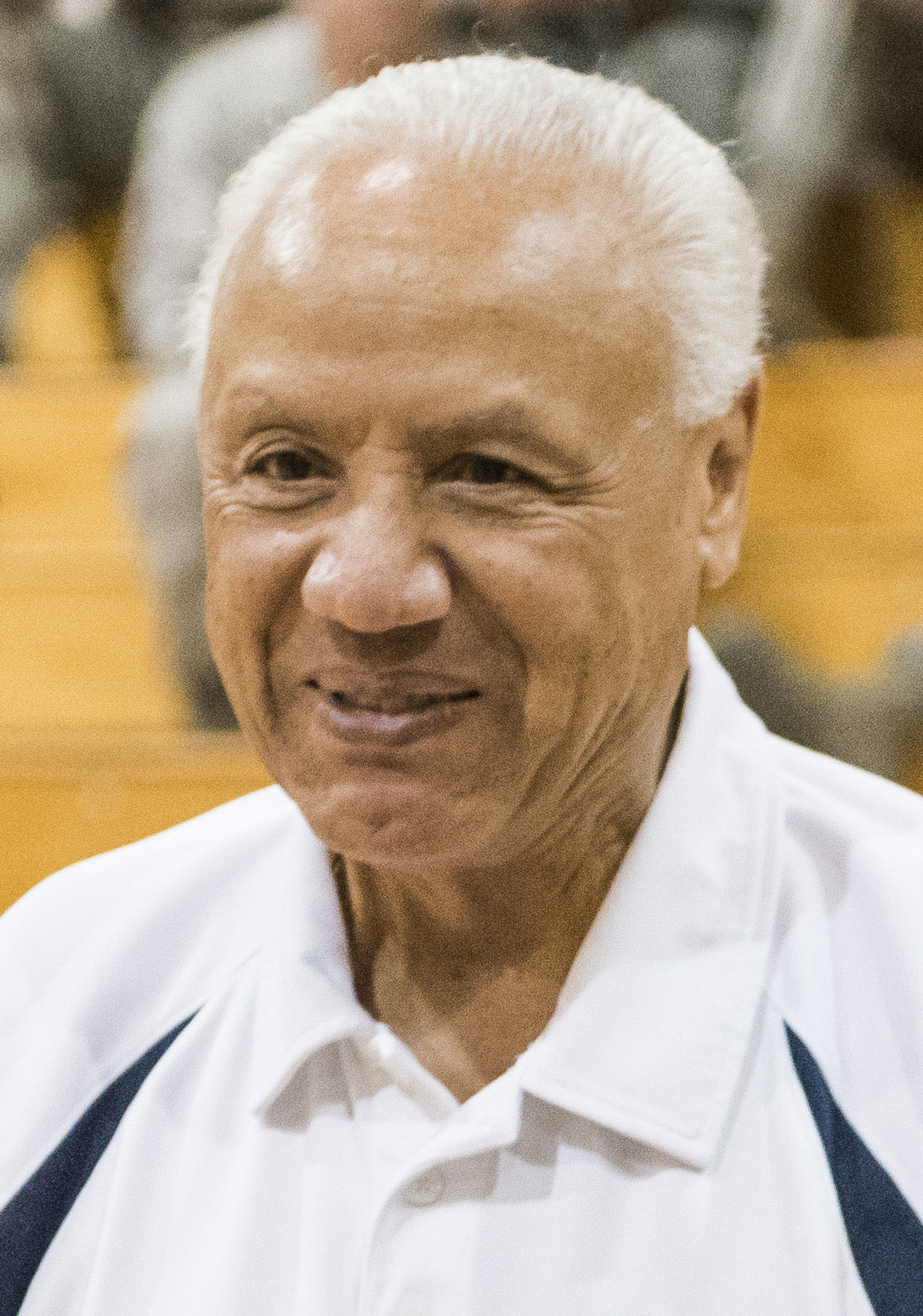
Wilkens, 2013

Leonard Randolph "Lenny" Wilkens (Brooklyn, 28 de outubro de 1937) é um ex-jogador e treinador de basquetebol norte-americano. Wilkens foi introduzido no Hall da Fama do Basquetebol em 1989 como jogador, e posteriormente em 1998 como treinador. Em 2006, ele tornou-se vice-chairman do Seattle SuperSonics. Mais tarde em 2007, acabou sendo nomeado Presidente das Operações. No mesmo ano, Wilkens acabou resignando ao cargo no Sonics. Atualmente, Wilkens é analista do Northwest Studio FSN.

## Carreira

### Como Jogador
- St. Louis Hawks (1960-1968)
- Seattle Supersonics (1968-1972)
- Cleveland Cavaliers (1972-1974)
- Portland Trail Blazers (1974-1975)

### Como Treinador
| Time          | Ano           | Temporada regular | Temporada regular | Temporada regular | Temporada regular          | Playoffs | Playoffs | Playoffs | Playoffs            |
| Time          | Ano           | V                 | D                 | %                 | Colocação                  | V        | D        | %        | Resultado           |
| ------------- | ------------- | ----------------- | ----------------- | ----------------- | -------------------------- | -------- | -------- | -------- | ------------------- |
| SEA           | 1969/70       | 36                | 46                | .439              | 5º na Divisão Oeste        |          |          |          |                     |
| SEA           | 1970/71       | 38                | 44                | .463              | 4º na Divisão do Pacífico  |          |          |          |                     |
| SEA           | 1971/72       | 47                | 35                | .573              | 3º na Divisão do Pacífico  |          |          |          |                     |
| POR           | 1974/75       | 38                | 44                | .463              | 3º na Divisão do Pacífico  |          |          |          |                     |
| POR           | 1975/76       | 37                | 45                | .451              | 5º na Divisão do Pacífico  |          |          |          |                     |
| SEA           | 1977/78       | 42                | 18                | .700              | 3º na Divisão do Pacífico  | 13       | 9        | .591     | Final               |
| SEA           | 1978/79       | 52                | 30                | .634              | 1º na Divisão do Pacífico  | 12       | 5        | .706     | Campeão             |
| SEA           | 1979/80       | 56                | 26                | .683              | 2º na Divisão do Pacífico  | 7        | 8        | .467     | Final da conf.      |
| SEA           | 1980/81       | 34                | 48                | .415              | 6º na Divisão do Pacífico  |          |          |          |                     |
| SEA           | 1981/82       | 52                | 30                | .634              | 2º na Divisão do Pacífico  | 3        | 5        | .375     | Semifinais da conf. |
| SEA           | 1982/83       | 48                | 34                | .585              | 3º na Divisão do Pacífico  | 0        | 2        | .000     | 1ª fase             |
| SEA           | 1983/84       | 42                | 40                | .512              | 3º na Divisão do Pacífico  | 2        | 3        | .400     | 1ª fase             |
| SEA           | 1984/85       | 31                | 51                | .378              | 5º na Divisão do Pacífico  |          |          |          |                     |
| CLE           | 1986/87       | 31                | 51                | .378              | 4º na Divisão Central      |          |          |          |                     |
| CLE           | 1987/88       | 42                | 40                | .512              | 4º na Divisão Central      | 2        | 3        | .400     | 1ª fase             |
| CLE           | 1988/89       | 57                | 25                | .695              | 2º na Divisão Central      | 2        | 3        | .400     | 1ª fase             |
| CLE           | 1989/90       | 42                | 40                | .512              | 4º na Divisão Central      | 2        | 3        | .400     | 1ª fase             |
| CLE           | 1990/91       | 33                | 49                | .402              | 6º na Divisão Central      |          |          |          |                     |
| CLE           | 1991/92       | 57                | 25                | .695              | 2º na Divisão Central      | 9        | 8        | .529     | Final da conf.      |
| CLE           | 1992/93       | 54                | 28                | .659              | 2º na Divisão Central      | 3        | 6        | .333     | Semifinais da conf. |
| ATL           | 1993/94       | 57                | 25                | .695              | 1º na Divisão Central      | 5        | 6        | .455     | Semifinais da conf. |
| ATL           | 1994/95       | 42                | 40                | .512              | 5º na Divisão Central      | 0        | 3        | .000     | 1ª fase             |
| ATL           | 1995/96       | 46                | 36                | .561              | 4º na Divisão Central      | 4        | 6        | .400     | Semifinais da conf. |
| ATL           | 1996/97       | 56                | 26                | .683              | 2º na Divisão Central      | 4        | 6        | .400     | Semifinais da conf. |
| ATL           | 1997/98       | 50                | 32                | .610              | 4º na Divisão Central      | 1        | 3        | .250     | 1ª fase             |
| ATL           | 1998/99       | 31                | 19                | .620              | 2º na Divisão Central      | 3        | 6        | .333     | Semifinais da conf. |
| ATL           | 1999/00       | 28                | 54                | .341              | 7º na Divisão Central      |          |          |          |                     |
|               | 2000/01       | 47                | 35                | .573              | 2º na Divisão Central      | 6        | 6        | .500     | Semifinais da conf. |
| TOR           | 2001/02       | 42                | 40                | .512              | 3º na Divisão Central      | 2        | 3        | .400     | 1ª fase             |
| TOR           | 2002/03       | 24                | 58                | .293              | 7º na Divisão Central      |          |          |          |                     |
| NYK           | 2003/04       | 23                | 19                | .548              | 3º na Divisão do Atlântico | 0        | 4        | .000     | 1ª fase             |
|               | 2004/05       | 17                | 22                | .436              | 5º na Divisão do Atlântico |          |          |          |                     |
| 32 temporadas | 32 temporadas | 1332              | 1155              | .536              | -                          | 80       | 98       | .449     | -                   |

## Prêmios e Homenagens

### Como Jogador
- 9 vezes All-Star (MVP em 1971)
- Líder de assistências em 1970
- Nomeado um dos 50 melhores jogadores da história da NBA em 1996
- Membro do Basketball Hall of Fame como jogador desde 1989

### Como Treinador
- Campeão da NBA em 1979
- Campeão Olímpico em 1996
- Treinador do Ano em 1994
- 4 vezes treinador no NBA All-Star Game (2 vitórias e 2 derrotas)
- O atleta que mais participou de jogos na NBA como jogador e treinador, com 3319 jogos
- Nomeado um dos 10 melhores técnicos da história da NBA em 1996
- Membro do Basketball Hall of Fame como treinador desde 1998